# PayPal
PayPal Holdings Inc.（ペイパル、NASDAQ: PYPL）は、電子メールアカウントとインターネットを利用した、決済サービスを提供するアメリカ合衆国の企業である。PayPalアカウント間やクレジットカードでの支払い、口座振替による送金を行う。イーロン・マスクが率いたX.comと、ピーター・ティールが率いたコンフィニティが合併し設立された。

## 概要
アメリカを中心に、世界に広く普及している決済サービス。190の国と地域で利用でき、21通貨以上に対応。2021年時点で、世界中で4億以上のアカウントが開設されている。
金銭の授受をPayPalが仲介するため、取引先にクレジットカード番号や口座番号を知らせる必要がなく、安全なサービスであると謳われている。なお、日本を含む同社の国際部門は、シンガポール（PayPal Pte. Ltd.）を拠点としている。

## 歴史
PayPalは、元々ピーター・ティール、ルーク・ノゼック、マックス・レヴチンが1998年に設立したコンフィニティで、翌年に決済業務をスタートした。2000年に、イーロン・マスク率いるX.comと合併し、PayPal Inc.を設立。アメリカのカリフォルニア州サンノゼに本社がある。2002年にeBayに買収されその子会社となっていたが、2015年7月に、PayPal Holdings Inc.の社名で独立した。
2021年9月、日本のオンラインショップ向けの後払い決済サービス「Paidy」を約3000億円で買収した。

## PayPal（提供サービス）
日本ユーザーの利便性向上を目的に、2007年3月より、サイト全体の日本語表示が開始され、日本国内の電話問い合わせカスタマーサポートが新設された。

### 利用方法
- 準備

以下に述べるアカウント開設の手続きによって、準備が完了する。
1. パーソナルアカウントまたはビジネスアカウントを取得し、PayPalアカウントを開設する
2. クレジットカード情報やデビットカード情報、または銀行口座（口座振替）を登録する[5]。

アメリカ国内に限り、銀行口座などからPayPalアカウントに入金が可能。なお、PayPalの決済ページでアカウント作成を行える。
- 支払い（オンライン店舗）
  - 支払い後にクレジットカード、デビットカード、口座振替、PayPal残高から引き落とされる。
  - PayPalアカウントなしでも、PayPalサービスを使用した決済を行うことができるサービスもある。
  - PayPalのサービスである「買い手保護制度」[7]により、商品に不備があった場合、条件付きでPayPalから返金を受けることができる。

- 個人間送金
  - 送金には口座振替設定が必要
  - 送金先のメールアドレスを指定、または送金リンクを使用して、PayPalアカウント同士で送金を行う[8]。登録された銀行口座から引き出される。
  - 特定の条件で手数料がかかる。
  - Skype（3.2.0.53以降）では、PayPalアカウント経由で送金できる[9]。
  - PayPalの「買い手保護制度」返金対象外

- 入金

日本では銀行等からPayPalアカウントへの入金が不可能。
- 振替（引き出し）

PayPalアカウントからの引き出しは、銀行口座への振込で行われる。米国内の銀行口座への引き出しには2～3日かかり、手数料は不要。

### 口座の種類
以下の2種類の口座がある。
- パーソナル - 個人の支払い向け
- ビジネス - 個人事業主・法人向け

どの種類でも、無料で即座にアカウントが開設でき、アカウント維持手数料も無料である。パーソナルとビジネスの違いは、
- 名称が事業者名かどうか
- 複数人のアクセスができるかどうか
- 他手数料や決済方法など

である。

パーソナルでは本人確認を完了することで、10万円以上の取引が可能。パーソナルの場合はPayPalアカウント間の振込手数料が無料なのに対して、ビジネスは有料であり、また、PayPal で、クレジットカードなどから売上を立てる場合、パーソナルの方が決済手数料が高い。

2010年4月1日より、資金決済法の改正によって、日本国内ペイパル同士及び、日本から海外への個人間送金が一時的に不可能となった。クレジットカード現金化も参照。

### ショップとの連動
ショップと連動させるためのサービスを利用可能。
- 決済ボタン

購入のためのリンクボタンを、PayPalから作成することが出来る。かつて、この支払画面は英語のみだったが、現在は、日本語を含め多言語に対応している。
- 購読と定期支払い

一定間隔で（1ヶ月など）、定額を課金するタイプに使用できる。
- API

ショップと高度な連携が必要な場合は、APIを使い、PayPalサービスと通信することができる。

### 不正取引への対応
利用者が、不正な取引を、当該取引から60日以内にPayPalに通知し、承認された場合、不正取引分の金額が補償される。